# Phoma insulana
Phoma insulana är en lavart som först beskrevs av Jean François Montagne, och fick sitt nu gällande namn av Boerema & Malathr. 1982. Phoma insulana ingår i släktet Phoma, ordningen Pleosporales, klassen Dothideomycetes, divisionen sporsäcksvampar och riket svampar.   Inga underarter finns listade i Catalogue of Life.